# 買物の時間
『買物の時間』（かいもののじかん）とは、テレビ東京で2011年10月1日から関東ローカルで放送されている通販番組である。夕方と深夜に放送されている。

## 概要
深夜に放送されていた通販番組『レインボードリームショッピング』、『夜の名店街』、『Goods Bar』を統合させた形である。

## 放送時間
- 月曜日 - 金曜日 17:05 - 17:15（『買物の時間mini』として放送・5分繰り下げ、2022年10月3日 - ）
- 水曜日 26:05 - 26:35（2017年4月5日 - 2022年9月28日、2023年4月5日 - ）

### 過去の放送時間
- 月曜日 26:45 - 27:15（2011年10月3日 - 2012年9月24日、開始から2012年3月26日までは『買物の時間Monday』として放送）
- 火曜日 26:00 - 26:30（2011年10月4日 - 2012年3月27日）
- 水曜日 26:35 - 27:05（2012年4月4日 - 2013年3月27日、開始から2012年9月26日までは25:20 - 25:50に放送）
- 木曜日 26:35 - 27:05（2020年11月5日 - 12月24日、2021年4月1日 - 2022年6月30日）
- 木曜日 26:45 - 27:15（2021年1月7日 - 3月25日）
- 木曜日 27:05 - 27:35（2020年4月2日 - 6月25日、2022年7月7日 - 9月29日）
- 金曜日 26:00 - 26:30（2011年10月7日 - 2012年3月30日、2012年10月5日 - 2017年3月31日、開始から2012年3月30日及び2012年10月5日から2013年3月29日までは25:23 - 25:53に放送）
- 土曜日 26:10 - 26:40（2015年1月10日 - 2015年9月26日）
- 土曜日 26:35 - 27:05（2011年10月1日 - 2012年9月29日、2013年10月5日 - 2014年12月20日、2015年10月3日 - 2022年3月26日、開始から2012年9月29日までは26:45 - 27:15に放送）
- 土曜日 26:40 - 27:10（5分繰り下げ、2022年4月2日 - 9月24日）
- 日曜日 25:05 - 25:35（2011年10月2日 - 2012年3月25日）

買物の時間mini
- 月曜日 - 金曜日 17:20 - 17:30（『開始当初は月・金曜日のみだったが2011年12月1日から木曜日、12月27日から火曜日、2012年1月4日から水曜日でそれぞれ放送開始（2011年12月28日から2012年1月3日まで放送無し）、2011年10月3日 - 2014年3月31日、2018年4月2日 - 2020年3月27日）
- 月曜日 - 金曜日 17:50 - 18:00（30分繰り下げ、2014年4月1日 - 2016年4月1日）
- 月曜日 - 金曜日 17:45 - 17:55（5分繰り上げ、2016年4月4日 - 2018年3月30日）
- 月曜日 - 金曜日 17:00 - 17:10（20分繰り上げ、2020年3月30日 - 2022年9月30日）